# Олександрівка (Звягельський район)
Олекса́ндрівка — село в Україні, у Звягельському районі Житомирської області. Населення становить 28 осіб.

## Географія
На північно-східній околиці села тече річка Случ.

## Історія
У 1906 році село Романівецької волості Новоград-Волинського повіту Волинської губернії. Відстань від повітового міста складала 5 верст, від волості — 15 верст. Налічувалось 37 домогосподарств та 365 мешканців.

## Населення

### Мова
Розподіл населення за рідною мовою за даними перепису 2001 року:
| Мова       | Кількість | Відсоток |
| ---------- | --------- | -------- |
| українська | 519       | 96.47%   |
| російська  | 14        | 2.60%    |
| польська   | 4         | 0.74%    |
| румунська  | 1         | 0.19%    |
| Усього     | 538       | 100%     |